# 卡洛亞諾夫峰
卡洛亞諾夫峰（英語：Kaloyanov Peak）是南極洲的山峰，位於葛拉漢地的布拉戈耶夫格勒半島，處於拉夫諾戈爾峰西南面2.95公里和迪姆恰峰以西4.38公里，海拔高度550米，以保加利亞的無線電技師命名。

## 外部連結

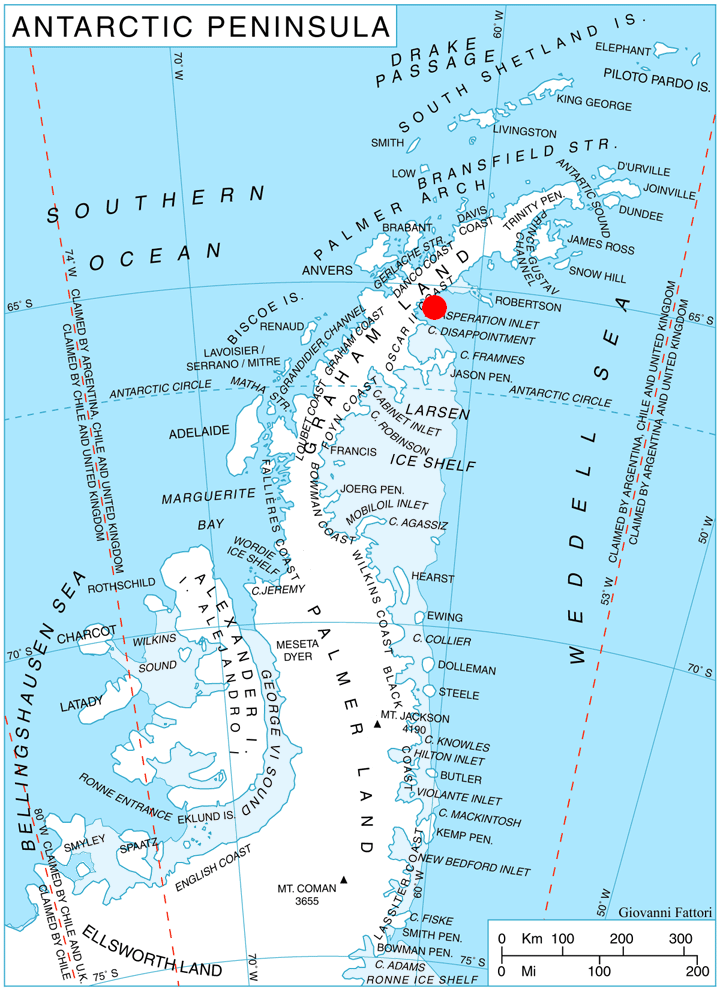

- Kaloyanov Peak.（页面存档备份，存于） SCAR Composite Antarctic Gazetteer.

65°10′48″S 61°53′01″W / 65.18000°S 61.88361°W